# 77 Frigga
77 Frigga је астероид главног астероидног појаса са пречником од приближно 69,25 km.
Афел астероида је на удаљености од 3,021 астрономских јединица (АЈ) од Сунца, а перихел на 2,314 АЈ.
Ексцентрицитет орбите износи 0,132, инклинација (нагиб) орбите у односу на раван еклиптике 2,433 степени, а орбитални период износи 1591,725 дана (4,357 године).
Апсолутна магнитуда астероида је 8,52 а геометријски албедо 0,144.
Астероид је откривен 12. новембра 1862. године.